# It's Blitz!
It's Blitz! je třetí studiové album americké indie rockové skupiny Yeah Yeah Yeahs vydané pod známkou Interscope Records 9. března 2009. Původně mělo vyjít až 13. dubna 2009, ale protože 22. února album uniklo na internet, byla kapela nucena posunout datum vydání, aby byla ušetřena ještě větších finančních škod. První singl z alba, „Zero“, vyšel 24. února 2009.
Producenty alba byli Nick Launay (Nick Cave, Arcade Fire, Talking Heads, Public Image Ltd) a David Andrew Sitek.
2. prosince 2009 bylo album nominováno na cenu Grammy v kategorii Nejlepší alternativní album.

## Nahrávání
Podle Nicka Launaye, jednoho z producentů alba, bylo album nahráváno velmi neobvykle, vzhledem k tomu, že z velké části bylo napsáno a vytvořeno ve studiu v době, kdy byl label nucen značně snížit rozpočet na produkci alba. Několik skladeb, které skupina nahrála během prvních sezení byly později výrazně pozměněny. Launay popisuje typické sezení následovně:
„Brian [Chase] zahrál hodně odlišných drumbeatů a my jsme je nahráli, nasekali na menší části a vytvořili z toho rytmickou smyčku. Nick [Zinner] pak k tomu zajamoval a my jsme posléze vytvořili zajímavý rytmický kousek. Karen [O] si to poslechla a odněkud vylovila vokální melodii a pak to najednou vše do sebe zapadlo.“
Podobná sezení probíhala několik měsíců roku 2008, během kterých byly naplánovány přestávky k „načerpání inspirace“.

## Přijetí kritikou
It's Blitz! získal celkově příznivé recenze kritiků. Od kritiků stránek Metacritic získalo album průměrné hodnocení 82/100 založené na 36 recenzích. Kritička magazínu The Guardian, Caroline Sullivan, reagovala na více tanečně orientovaný zvuk alba, „nový třpytivý disco zvuk jim velmi sedí. Vše je cool, křehce návykové, velmi podobné Eat to the Beat-éře kapely Blondie.“ Emily Mackey z magazínu NME napsala, že: „Srdečné milostný dopis jaký album It's Blitz! zasílá na přesahující možnosti tanečního parketu je nečekaně empatické znovuzjištění, proč jsou YYYs jednou z nejvíce vzrušujících kapel této dekády.“ Charles Aaron z magazínu Spin napsal: „Alternativní popové album dekády, které doplňuje alba Hot Fuss skupiny The Killers a Oracular Spectacular od MGMT značnou emoční hloubkou a obratností.“ Později se album v magazínu Spin umístilo na druhém místě v seznamu Nejlepších alb roku 2009. Theon Weber kritik magazínu The Village Voice sdělil, že „Karen O se posluchačům alba neukázala prostřednictvím textů, které jsou ovšem gnómické jako nikdy, ale díky svému postoji, tónům a předstíraným a slyšitelným úšklebkům.“ Magazín Mojo ohodnotil album čtyřmi hvězdami z pěti možných a napsal, že skupina „našla způsob jak spojit člověka a elektroniku, emociální a uměleckou stránku a modernu s neobvyklým retrem.“

## Uznání
Album It's Blitz! bylo označeno jako třetí nejlepší album roku magazínem NME a druhým nejlepším albem podle magazínu Spin. Oba plátky shodně označily singl „Zero“ jako nejlepší skladbu roku 2009.
Online hudební servis Rhapsody umístil album na 12. příčku nejlepších alb roku 2009.

## Seznam skladeb
Všechny skladby napsal(i) Yeah Yeah Yeahs. 
| Pořadí         | Název             | Délka |
| -------------- | ----------------- | ----- |
| 1.             | Zero              | 4:25  |
| 2.             | Heads Will Roll   | 3:41  |
| 3.             | Soft Shock        | 3:53  |
| 4.             | Skeletons         | 5:02  |
| 5.             | Dull Life         | 4:08  |
| 6.             | Shame and Fortune | 3:31  |
| 7.             | Runaway           | 5:13  |
| 8.             | Dragon Queen      | 4:02  |
| 9.             | Hysteric          | 3:50  |
| 10.            | Little Shadow     | 3:57  |
| Celková délka: | Celková délka:    | 41:49 |

| Bonusové skladby na Deluxe vydání alba | Bonusové skladby na Deluxe vydání alba | Bonusové skladby na Deluxe vydání alba |
| Pořadí                                 | Název                                  | Délka                                  |
| -------------------------------------- | -------------------------------------- | -------------------------------------- |
| 11.                                    | Soft Shock (Akusticky)                 | 3:25                                   |
| 12.                                    | Skeletons (Akusticky)                  | 3:29                                   |
| 13.                                    | Hysteric (Akusticky)                   | 3:51                                   |
| 14.                                    | Little Shadow (Akusticky)              | 2:53                                   |

| Bonusové skladby na iTunes | Bonusové skladby na iTunes                  | Bonusové skladby na iTunes |
| Pořadí                     | Název                                       | Délka                      |
| -------------------------- | ------------------------------------------- | -------------------------- |
| 11.                        | Faces                                       | 3:33                       |
| 12.                        | Clap Song (iTunes před-objednávkové vydání) | 3:26                       |

## Obsazení
Yeah Yeah Yeahs
- Karen O – zpěv, umělecká režie
- Nick Zinner – kytara, klávesy, basová kytara, drum machine
- Brian Chase – bubny, cymbál, perkuse

Dodatečné obsazení
- Tunde Adebimpe – doprovodné vokály (8)
- Atom – asistent engineer
- Louie Bandack – A&R
- David Belisle – živé fotografie Karen a Briana
- Eric Biondo – trumpeta (1, 9)
- Stuart Bogie – tenor saxofon (1, 8, 9); baritone saxofon (8, 9)
- Tony Ciulla – management
- Chris Coady – asistent engineer
- Aaron Dembe – asistent engineer
- Autumn de Wilde – live band photography
- Urs Fisher – umělecká režie, obal a vnitřní fotografie
- Charles Godfrey – asistent engineer
- Matty Green – mixing asistent
- Laura Haber – management
- Ted Jensen – mastering
- Chris Kasych – mixing assistant
- Greg Kurstin – piano (7)
- Nick Launay – engineer, producent
- Mike Laza – asistent engineer
- Justin Leeah – asistaet engineer
- Seb Marling – umělecká režie
- Chris Moore – asistent engineer
- Alyssa Pittaluga – assistant engineer
- Jane Scarpantoni – cello (7)
- David Andrew Sitek – producent (1–4, 8, 9); dodatečná produkce (5); engineer na všech skladbách
- Mark „Spike“ Stent – mixing
- Eric Uhlir – živá fotografie Nicka
- Imaad Wasif – kytara (10)

## Hitparády

### Týdenní hitparády
| Hitparáda (2009)                | Nejvyšší pozice |
| ------------------------------- | --------------- |
| Australian Albums Chart         | 8               |
| Austrian Albums Chart           | 61              |
| Belgian Albums Chart (Flanders) | 23              |
| Belgian Albums Chart (Wallonia) | 83              |
| Canadian Albums Chart           | 18              |
| Danish Albums Chart             | 40              |
| European Top 100 Albums         | 32              |
| French Albums Chart             | 160             |
| German Albums Chart             | 71              |
| Irish Albums Chart              | 10              |
| Italian Albums Chart            | 91              |
| Japanese Albums Chart           | 62              |
| Mexican Albums Chart            | 56              |
| New Zealand Albums Chart        | 22              |
| Norwegian Albums Chart          | 12              |
| Swiss Albums Chart              | 85              |
| UK Albums Chart                 | 9               |
| US Billboard 200                | 22              |
| US Alternative Albums           | 4               |
| US Rock Albums                  | 5               |

### Hitparády na závěr roku
| Hitparáda (2009)      | Nejvyšší pozice |
| --------------------- | --------------- |
| US Billboard 200      | 192             |
| US Alternative Albums | 43              |